# 警視庁心理分析捜査官・崎山知子
『警視庁心理分析捜査官・崎山知子』（けいしちょうしんりぶんせきそうさかん・さきやまともこ）は、2002年から2004年までテレビ東京・BSジャパン共同制作「女と愛とミステリー」で放送されたサスペンスシリーズ。全2回。主演はかたせ梨乃。

## キャスト

### 主人公と関係者たち
崎山知子
演 - かたせ梨乃
元外科医。現在は犯罪心理分析官。
松井良和
演 - 石井正則
警視庁捜査一課 巡査部長。
崎山タエ
演 - 平良とみ
知子の母。琉球舞踊の先生。

### ゲスト
第1作（2002年）
- 篠原壮介（検視官・知子の元恋人） - 永島敏行
- 佐伯千春（麗子の母） - 北村昌子
- 大盛六郎 - 玉城満
- 金子清二（刑事） - 高木三四郎
- 照屋幸一（ひかり園 園長） - 普久原明
- 司会者 - 三田村賢二
- 大城亜沙子（美津子の母・故人） - 那須佐代子
- 佐野夕子（妊婦） - 新里奈津子
- 管理人 - 磯秀明
- 篠原麗子（篠原の妻） - あいはら友子
- 玉城敏夫（刑事） - 清水綋治
- 立花一茂（警視庁刑事部長） - 佐々木勝彦
- 大城省吾（美津子の父・故人） - 斎藤あきら
- 町田清隆（久美の夫・警視庁捜査二課長） - 田原雅之
- 大塚まゆ子（第三の被害者） - 今井あずさ
- 婦警 - 大澤桂子
- 堂本繁樹（ストーカー） - 矢島星児
- 町田久美（第二の被害者） - 翔見磨子
- 中村佳子（第一の被害者） - 青山円
- 矢野香織（ストーカー被害者） - 草場香織
- 長谷川巌夫（警視庁捜査一課長） - 平泉成
- 御所美津子（心理カウンセラー） - 丘みつ子（8歳：井上結菜）
- 湯浅真生、上原淳、清水貴博、松橋鉱爾、崎山秀爾、山本隆博、小嶋尚樹、エリ、奥野月琴、大森啓祠朗

第2作（2004年）
- 上原麻奈（上原と美奈子の一人娘で美奈子の助手） - 大路恵美（幼少期：望月瑛蘭）
- 坂崎雅夫（美奈子の助手） - 加勢大周（幼少期：小林京雄）
- 小倉守（警視庁捜査一課 刑事） - 石塚義之
- 田中エミ（料理教室の生徒） - 岡元夕紀子
- 和田（精神科医） - 和田周
- 大垣伸一（個人タクシー運転手） - 野添義弘
- 刑事 - 田口主将
- コンビニの店長 - 渡会久美子
- エステサロンの受付 - 長谷川かずき
- 上原秀一（エステサロン「サロン・オーキッド」オーナー） - 松橋登
- 友部（警視庁捜査一課長） - 河西健司
- 刑事 - 加藤和樹
- 上原美奈子（料理研究家・上原の妻） - 吉田日出子
- 境浩一朗、真鍋敏、宮下敬夫、桑垣紀彦、田中健三、宮本誠、佐藤裕、斎藤勝、熊倉智恵、紀瀬美香、大村浩司、新保守、平野義太郎、浜田大介、川畑敏彦、孝太郎

## スタッフ
- 原作 - 和田はつ子
- 脚本 - 吉田弥生
- 演出 - 佐藤雅道
- 技術協力 - フォーチュン
- 美術協力 - KHKアート
- 編集・MA - 3one
- プロデュース - 岡部紳二、杉村治司
- 製作 - テレビ東京、BSジャパン、テレパック

## 放送日程
- 第2作は当初2004年6月9日に放送予定だったが、佐世保小6女児同級生殺害事件の影響で延期された[4]。

| 話数 | 放送日        | サブタイトル     | 原作                 |
| ---- | ------------- | ---------------- | -------------------- |
| 1    | 2002年7月17日 |                  | 「心理分析官」       |
| 2    | 2004年6月23日 | 雨に歪む女の殺意 | 「ママに捧げる殺人」 |